# Kurt Widmann (Musiker)

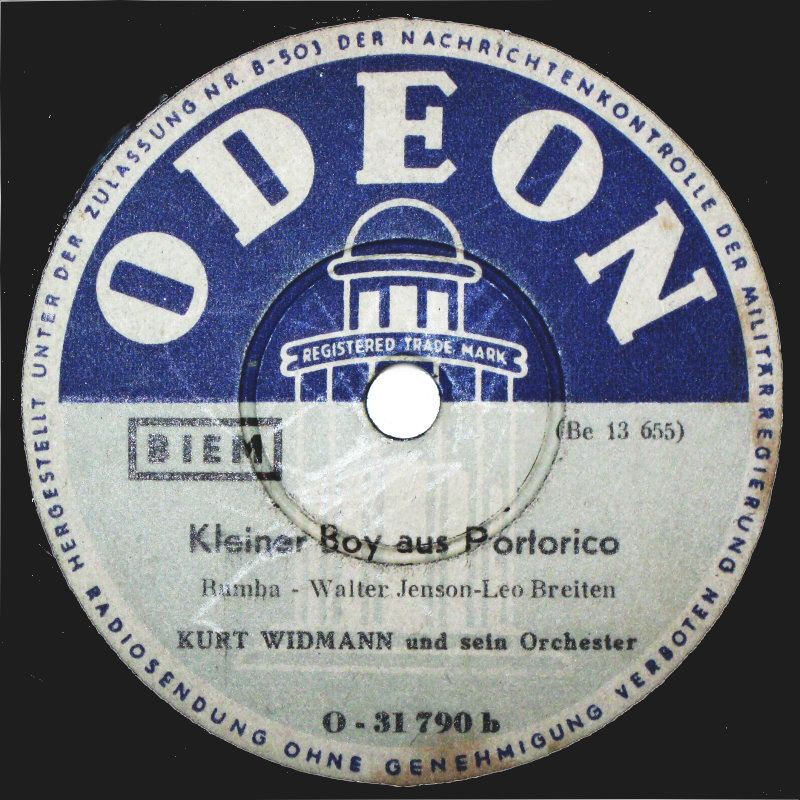
Odeon31790-Kleiner Boy aus Porto Rico von Walter Jenson, Orchester Kurt Widmann, Berlin 1948

Kurt „Kutte“ Widmann (* 2. März 1906 in Berlin; † 27. November 1954 ebenda) war ein deutscher Jazzmusiker und Orchesterleiter.

## Leben und Wirken
Widmann war ursprünglich Schlagzeuger, später dann auch Akkordeonist und Posaunist. Er begann 1933 in Berlin mit einem Quintett im Berliner Hotel Imperator, dem u. a. Hans Berry angehörte; Widmann wurde mit seinem Swingrepertoire schnell zum Star. Er machte Stücke wie „Das ist nun mal mein Rhythmus“ oder „Haben Sie schon mal im Dunkeln geküßt?“ populär. Widmann und seine Kapelle wurden wegen ihrer vermeintlich jüdischen bzw. entarteten Musik von den Nazis öfter verwarnt.
Zwischen 1938 und 1942 leitete Widmann ein eigenes Tanzorchester, das im Haus Vaterland auftrat und regelmäßig Swingjazz spielte. 1938 kam es zu ersten Plattenaufnahmen, zum Teil auch unter englisch klingenden Pseudonymen wie Billy Blackmoore, John Weepster oder John Webb. Mit dem Beginn des Krieges gegen England 1939 verbot die Zensur diese Namensgebungen; dennoch wurde die Band zur Truppenbetreuung eingesetzt. Widmann wurde später zur Wehrmacht eingezogen, aber 1944 aus gesundheitlichen Gründen wieder entlassen. Das kommentierte er beim Zusammentreffen mit einem Musikerkollegen auf offener Straße laut mit dem Satz „Die entartete Musik hat doch gesiegt!“ Bis Ende 1944 trat er dann erneut mit einer Band nachts im zum Teil zerstörten Haus Vaterland auf, das zu einem Wehrmachtsheim für durchreisende Soldaten eingerichtet worden war. In den letzten Kriegstagen spielte Widmann in einem Nachtkino zwischen den Filmen mit seiner Band „phantastischen Jazz, unglaublich gut. Das muß man sich mal vorstellen, so ein Kino, alles vollgequalmt und die Soldaten hatten da ihre Gewehre und ihre Rucksäcke mit drin und schliefen da drin und dann der Jazz da“, so erinnert sich der Schriftsteller Walter Kempowski. Die Kapelle Kurt Widmann stand 1944 in der Gottbegnadeten-Liste des Reichsministeriums für Volksaufklärung und Propaganda.
Bald nach Kriegsende spielte Widmann mit einer neuen Band für Soldatenklubs der US-Armee, wobei er auch alte Arrangements aus der Kriegszeit weiterverwendete, sich aber auch der Hilfe des damals bekannten Berliner Arrangeurs Walter Jenson bediente. Zu seinem Repertoire gehörten aber auch die besten Nummern von Lionel Hampton und Boogie-Woogies. Bereits 1946 nahm er, damals der populärste Big-Band-Leiter Deutschlands, wieder Platten auf. Er starb 1954 an einem Hirnschlag. 
Widmann ist der einzige deutsche Bandleader, dessen Leben verfilmt wurde: Musik im Blut hieß der 1955 von Erik Ode gedrehte Film. In der Hauptrolle war Viktor de Kowa; auch die Sängerin Gitta Lind und Bill Ramsey spielten mit.

## Diskografie
- Küß mich, bitte, bitte küß mich (Hans Carste/Klaus-S. Richter/Fritz Reiter), Kurt Widmann und sein Tanz Orchester aus der "Imperator-Diele" Berlin, Gesang: Paul Dorn, Aufnahme: Mai 1938
- In den Sternen steht´s geschrieben (Werner Eisbrenner/Ernst Hübner), Kurt Widmann und sein Orchester aus der "Imperator-Diele" Berlin, Gesang: Paul Dorn, Aufnahme: Juni 1938
- Laß die Frau, die dich liebt, niemals weinen (Friedrich Schröder/Hans Fritz Beckmann), Kurt Widmann und sein Orchester aus der "Imperator-Diele" Berlin, Gesang: Paul Dorn, Aufnahme: September 1938
- Lambeth Walk (Noel Gay/Dougles Furber/Arthur L. Rose), Kurt Widmann und sein Orchester aus der "Imperator-Diele" Berlin, Aufnahme: November 1938
- Kann denn Liebe Sünde sein (Lothar Brühne/Bruno Balz), Gesang: Grete Wasberg (= Greta Wassberg), Aufnahme: Dezember 1938
- Ti-Pi-Tin (Maria Grever/Klaus S. Richter/Fritz Raiter), Kurt Widmann und sein Orchester aus der "Imperator-Diele" Berlin, Gesang: Hans Horsten (= Erwin Hartung), Aufnahme: Februar 1939
- St. Louis Blues (William C. Handy), Kurt Widmann und sein Orchester, Aufnahme: April 1939
- Man kann sein Herz nur einmal verschenken (Franz Grothe/Willy Dehmel), Kurt Widmann und sein Orchester aus der "Imperator-Diele" Berlin, Gesang: Ludwig Bernhuber (= Luigi Bernauer), Aufnahme: Mai 1939
- Three Little Fishies (Saxy Dowel), John Webb and his Orchestra; Aufnahme: August 1939
- Woran legt´s, daß ich dir nicht gefalle (Willy Berking/Arthur Böttcher), Kurt Widmann und sein Tanzorchester, Gesang: Michael Hafer (= Rudi Schuricke), Aufnahme: Januar 1940
- Rose-Marie (Rudolf Friml/Otto A. Harbach), Tanzorchester Kurt Widmann, Aufnahme: August 1940
- Wer will heut mit mir zum Tanzen gehen (Heinz Munsonius/Klaus S. Richter/Fritz Reiter), Kurt Widmann und sein Orchester aus der "Imperator-Diele" Berlin, Aufnahme: September 1940
- Ich hab´ eine Schwäche für blonde Frau´n (Benny de Weil/Ralph Maria Siegel), Tanzorchester Kurt Widmann, Gesang: Rudi Schuricke, Aufnahme: September 1940
- Mußt nicht traurig sein (Werner Kleine), Tanzorchester Kurt Widmann, Dezember 1940
- Haben sie schon mal im Dunkeln geküßt?, Kurt Widmann mit seinem großen Tanzorchester, Gesang: Erich Bergau, Aufnahme: August 1942
- That´s My Rhythm (Ja, das ist nun mal mein Rhythmus) (Kurt Widmann), Kurt Widmann und sein Orchester, Gesang: Rudi Schuricke, Aufnahme: 22. November 1946
- Hey Ba-Be-Ri-Ba (Lionel Hampton/Curley Hammer), Kurt Widmann und sein Orchester, Aufnahme: 29. November 1946
- Ali Baba (Ernesto Lecuona/Georges Tabet), Kurt Widmann und sein Orchester, Aufnahme: 29. November 1946
- Sentimental Journey (Bud Green/Les Brown/Benjamin Homer), Kurt Widmann und sein Orchester, Gesang: Detlev Lais, Aufnahme: 13. Dezember 1946
- Ruf mich an per Telefon (Willy Berking/Peter Frankenfeld/Peter Schaeffers), Kurt Widmann und sein Orchester, Gesang: Gerhard Wendland, Aufnahme: 19. Dezember 1949
- Ich kenne meine Pappenheimer (Oh Babe!) (Louis Prima/Milton Kabak/Hans Bradtke), Kurt Widmann und sein Orchester, Gesang: Ilja Glusgal und das ABC-Quartett, Aufnahme: 7. November 1951
- Twelfth Street Rag (Euday L. Bowman/Andy Razaf), Kurt Widmann und sein Orchester, Aufnahme: 24. November 1951
- In der alten Hafenbar (Ivory Rag), Kurt Widmann und sein Orchester, Aufnahme: 17. Dezember 1951
- Cocktail Boogie (Martin Böttcher), Kurt Widmann und sein Orchester, Aufnahme: 17. Dezember 1951
- Reg dich nicht auf (Kurt Widmann/Lem Arcon), Kurt Widmann und sein Orchester, Gesang: Delia Doris und die Rigithas, Aufnahme: 1. Dezember 1952